# 將門
將門（JUMP），創立於1975年，是台灣的一個運動鞋品牌，目前在臺灣、西班牙、中国大陆東莞均設有設計中心。

## 經歷
憑著前將門國際集團總裁陳瑞昌的操作，與同集團旗下的鞋類品牌「旅狐國際（Travel Fox）」打入美国市場，高峰時期兩大品牌曾創下7500萬美元的營業額。
近年來，將門在美國經營與藝人、名人的關係，以結合東方文化的設計，打入頂級時尚運動鞋的市場。曾與美國樂團黑眼豆豆團員Taboo合作推出聯名設計款。 亦與出身台灣，拿下2009年國際服裝競賽Gen Art的新秀設計師古又文商談合作事宜。
在2010年將門正式重返大中華市場， 當時曾經在統一阪急百貨臺北店設有專櫃。

## 商標介紹
將門商標在1983年於台灣註冊，其商标為遞減的三條平行斜線，配合代表人的圓形而成。

### 商標官司
1989年間，將門試圖進入欧洲市場，卻在次年遭另一國際知名運動鞋品牌愛迪達（adidas）控告商標侵權（愛迪達敗訴），並在世界各國興起訴訟。長年的官司使得將門無力進行品牌經營，營業額逐漸無力追上其他國際品牌。2011年，將門首次在臺灣被判敗訴，最高行政法院判決兩家的三條斜線商標可併存於市場。

## 參照
- 旅狐國際

## 外部連結
- JUMP官方網站 （页面存档备份，存于）（英文）